# Yushania longissima
Yushania longissima är en gräsart som beskrevs av Ke Fu Huang. Yushania longissima ingår i släktet yushanior, och familjen gräs. Inga underarter finns listade i Catalogue of Life.